# Bacteriocine
Bacteriocine sind proteinöse Toxine, die von Bakterienstämmen abgesondert werden und das Wachstum anderer Stämme derselben oder ähnlicher Bakterienarten hemmen (inhibieren). Man schätzt, dass 99 % aller Bakterien mindestens ein Bakteriocin produzieren und ausscheiden. Im Gegensatz zu den meist niedermolekularen Antibiotika sind Bacteriocine Peptide oder Proteine. Ihre genetische Information ist dabei auf Plasmiden kodiert. Im Gegensatz zu den nichtribosomalen Peptiden mit ähnlicher Wirkung wie Polymyxine und Iturine werden Bakteriocine am Ribosom erzeugt.
Als erste Bacteriocine wurden Colicine 1925 von André Gratia in Escherichia coli beschrieben.

## Physiologische Rolle
Bacteriocine haben meist ein schmales Wirkspektrum, insbesondere zur Minderung der Nährstoffkonkurrenz auf Arten beschränkt, die dem Erzeugerorganismus ähnlich sind. Bacteriocine mit Breitbandwirkung sind Nisin aus Lactococcus lactis und Reutericyclin (aus Lactobacillus reuteri). Bakteriocine spielen eine Rolle in der Eroberung und Verteidigung ökologischer Nischen gegen verwandte Bakterienstämme. Auch bei Infektionskrankheiten verwenden Bakterien Bakteriocine als Wettbewerbsstrategie.

## Klassifizierung von Bacteriocinen
Bacteriocine können in verschiedene Kategorien unterteilt werden, beispielsweise nach Art des Erzeugerstammes, der Sekretion, des Wirkspektrums, des Ausmaßes der post-translationalen Modifikation sowie nach Wirk- und Resistenzmechanismus.
Bacteriocine von grampositiven Bakterien werden meist in eine der folgenden vier Klassen eingeteilt. Bakteriocine der Klasse I und II sind relativ kleine, kationische, amphiphile, Biomembran-bindende Peptide zwischen drei und zehn Kilodalton. Bakteriocine der Klasse I enthalten die nichtkanonischen Aminosäuren Lanthionin and Methyllanthionin. Bakteriocine der Klasse II werden weiter in drei Subtypen unterteilt: IIa umfasst gegen Listerien wirksame Peptide mit der N-terminalen Aminosäuresequenz YGNGVXCI, IIb heterodimere Bakteriocine, und IIc Thiol-aktivierte Bakteriocine. Bakteriocine der Klasse III besitzen eine Masse über 30 Kilodalton und sind hitzelabil. Bakteriocine der Klasse IV besitzen für die Funktion notwendige Lipide oder Glykosylierungen.
Bacteriocine von gramnegativen Bakterien werden meist der Größe nach in drei Gruppen klassifiziert, die aber auch genetische, strukturelle und funktionelle Ähnlichkeiten erfasst. Die Mikrocine sind Peptide oder kleine Proteine bis zu einer Größe von ca. 20 kDa. CLBs, von Colicin-like bacteriocins (deutsch: Colicin-ähnliche Bakteriocine),  sind zwischen 20 und 90 kDa groß. Colicine sind Bakteriocine des Bakteriums Escherichia coli. Ähnliche Bakteriocine kommen aber auch in anderen Gram negativen Bakterien vor. Sie können basierend auf ihren zytotoxischen Mechanismen oder basierend auf ihren Importmechanismen (Gruppe A und B) weiter unterteilt werden. Tailocine sind große Bacteriocine, die aus mehreren Untereinheiten bestehen und den Schwanzstrukturen von Bakteriophagen ähneln. Am besten erforscht wurden die Tailocine von Pseudomonas aeruginosa, die weiter in F- und R-Typ Pyocine unterteilt werden.

## Abgrenzung

Agrocin 84, ein Bacteriocin mit Breitbandwirkung von Agrobacterium radiobacter

Einige andere, als Bacteriocine mit Breitbandwirkung beschriebene, meist niedermolekulare Substanzen mit antimikrobiellen Eigenschaften, etwa das von Lactobacillus reuteri produzierte Reuterin zählen im engeren Sinn nicht zu den Bacteriocinen, da sie nicht von Proteasen gespalten werden und daher keine Peptide bzw. Proteine sind.

## Anwendung
Manche Bacteriocine sind für die Lebensmittelindustrie interessant. So kann man Nisin, von Milchsäurebakterien synthetisiert, als Konservierungsmittel in verschiedenen Produkten wie Streichkäse verwenden. Die Verwendung von Bakteriocinen als Antibiotika ist im Gespräch.

## Beispiele
- Alveicin
- Aureocin
- Aureocin A53
- Aureocin A70
- Bisin
- Carnocin
- Carnocyclin
- Caseicin
- Cerein
- Circularin A
- Colicine aus Colibakterien,
- Curvaticin
- Divercin
- Duramycin aus Streptomyces,
- Enterocin
- Enterolysin
- Epidermin/gallidermin
- Erwiniocin
- Gardimycin
- Gassericin A[33]
- Glycinecin
- Halocin
- Haloduracin
- Lactocin S[34]
- Lactococcin
- Lacticin
- Lantibiotika aus verschiedenen Staphylokokken, die Lanthionin und Methyllanthionin enthalten,[1]
- Leucoccin
- Lysostaphin
- Macedocin
- Mersacidin
- Mesentericin
- Microbisporicin
- Microcin S
- Mutacin
- Nisin aus dem Milchsäurebakterium Lactococcus lactis.
- Paenibacillin
- Planosporicin
- Pediocin
- Pentocin
- Plantaricin
- Pneumocyclicin
- Pyocine
- Reutericin 6
- Sakacin
- Salivaricin
- Sublancin
- Subtilin
- Sulfolobicin
- Syringacine 4-C und W-1 aus Pseudomonas syringae pv. syringae[19]
- Tasmancin
- Thuricin 17
- Trifolitoxin
- Variacin
- Vibriocin
- Warnericin
- Warnerin